# Санто Стефано Тичино
Санто Стефано Тичино (итал. Santo Stefano Ticino) је насеље у Италији у округу Милано, региону Ломбардија.
Према процени из 2011. у насељу је живело 4667 становника. Насеље се налази на надморској висини од 149 м.

## Становништво
| 1931. | 1936. | 1951. | 1961. | 1971. | 1981. | 1991. | 2001. | 2011. |
| ----- | ----- | ----- | ----- | ----- | ----- | ----- | ----- | ----- |
| 1.799 | 1.820 | 2.052 | 2.319 | 2.567 | 3.002 | 3.674 | 3.870 | 4.801 |